# Netha Hussain
Netha Hussain (Kerala, 1990) es una médica indio-sueca, neurocientífica clínica e investigadora, bloguera, wikipedista y analista médica. Usa el nombre de usuario Netha Hussain en Wikipedia. Es conocida por sus esfuerzos para abordar la propagación de desinformación en Wikipedia sobre el origen del coronavirus. Lanzó el wikiproyecto con el fin de mejorar y ampliar la información sobre los temas sobre la eficacia de las vacunas contra la COVID-19 y sobre la seguridad de la vacuna contra la COVID-19 en Wikipedia. Ha escrito artículos en Wikipedia relacionados con COVID-19, incluida una lista de métodos no probados contra COVID-19 con el propósito de prevenir la propagación de desinformación sobre la pandemia de COVID-19 en Internet y plataformas de redes sociales.

## Biografía
Hussain nació en Kunnamangalam en el estado de Kerala. Se mudó a Suecia en 2016 y vive en Estocolmo.
Inició su trabajo en Wikipedia en 2010 cuando todavía era estudiante de primer año de medicina en el Calicut Medical College en Kozhikode. Ha organizado actividades de extensión en Wikipedia para mujeres y la comunidad LGBT en India. Continuó sus estudios superiores en 2016 en la Universidad de Gotemburgo. 
En 2020, obtuvo su doctorado en neurociencia clínica de la Universidad de Gotemburgo. Comenzó entonces a trabajar como médica al mismo tiempo que realizaba investigaciones en la costa oeste de Escandinavia. Ha estado involucrada en investigaciones médicas basadas en neurociencia clínica utilizando la tecnología de realidad virtual en el Hospital Universitario de Sahlgrenska, afililiada al Departamento de Neurociencia Clínica y Rehabilitación de la Universidad de Gotemburgo.
Hussain trabajó como bloguera en Huffington Post hasta 2018. A mediados de 2020, comenzó a centrarse en crear y curar artículos de Wikipedia relacionados con la pandemia de COVID-19 en ediciones en inglés, malayalam y sueco. Su atención está en cómo la pandemia afecta a grupos vulnerables de personas. Se percató de que la desinformación relacionada con la pandemia era galopante, y también trabajó específicamente para contrarrestar esa desinformación creando páginas como "lista de métodos no probados contra Covid-19" y "desinformación relacionada con la vacunación". Además de lanzar el "proyecto de seguridad de las vacunas" creando páginas como "lista de métodos no probados contra Covid-19" y "desinformación relacionada con la vacunación".

## Premios y reconocimientos
- Recibió el prestigioso premio 2020 Women in Open Source Academic en reconocimiento a sus contribuciones con respecto a la difusión y el intercambio de información y conocimientos médicos en Wikipedia.[11][12]
- Recibió una mención especial de honor de las Naciones Unidas a través de su cuenta oficial de Twitter en 2020.[8]
- Recibió una mención de honor durante la conferencia virtual de Wikimania de 2021.[13]